# Giovanni Battista Re
Giovanni Battista Re (Borno, 30 gennaio 1934) è un cardinale e arcivescovo cattolico italiano, dal 30 giugno 2010 prefetto emerito della Congregazione per i vescovi e dal 18 gennaio 2020 decano del collegio cardinalizio.

## Biografia
Nasce a Borno, in Val Camonica, provincia e diocesi di Brescia, il 30 gennaio 1934, figlio di Matteo Re e di Antonietta Andreoli.

### Formazione e ministero sacerdotale
Nel 1945, all'età di 11 anni, entra nel seminario diocesano di Brescia.
Il 3 marzo 1957 è ordinato presbitero per l'imposizione delle mani del vescovo di Brescia Giacinto Tredici.
Nell'ottobre 1957 si trasferisce a Roma presso il Pontificio Seminario Lombardo, dove frequenta la Pontificia Università Gregoriana, laureandosi in diritto canonico nel 1960. Successivamente torna nella sua diocesi dove è contemporaneamente docente nel seminario di Brescia e vicario cooperatore nella parrocchia di San Benedetto a Brescia.
Viene in seguito richiamato a Roma dove frequenta la Pontificia Accademia Ecclesiastica. Nel 1963 riceve il primo incarico quale addetto alla nunziatura apostolica a Panama. Dal 1967 al 1971 lavora presso la rappresentanza in Iran. Nel gennaio 1971 viene richiamato in Vaticano come segretario particolare dell'allora sostituto della Segreteria di Stato della Santa Sede, mons. Giovanni Benelli. Dal 12 dicembre 1979 al 9 ottobre 1987 è assessore per gli affari generali della Segreteria di Stato della Santa Sede.

### Ministero episcopale e cardinalato

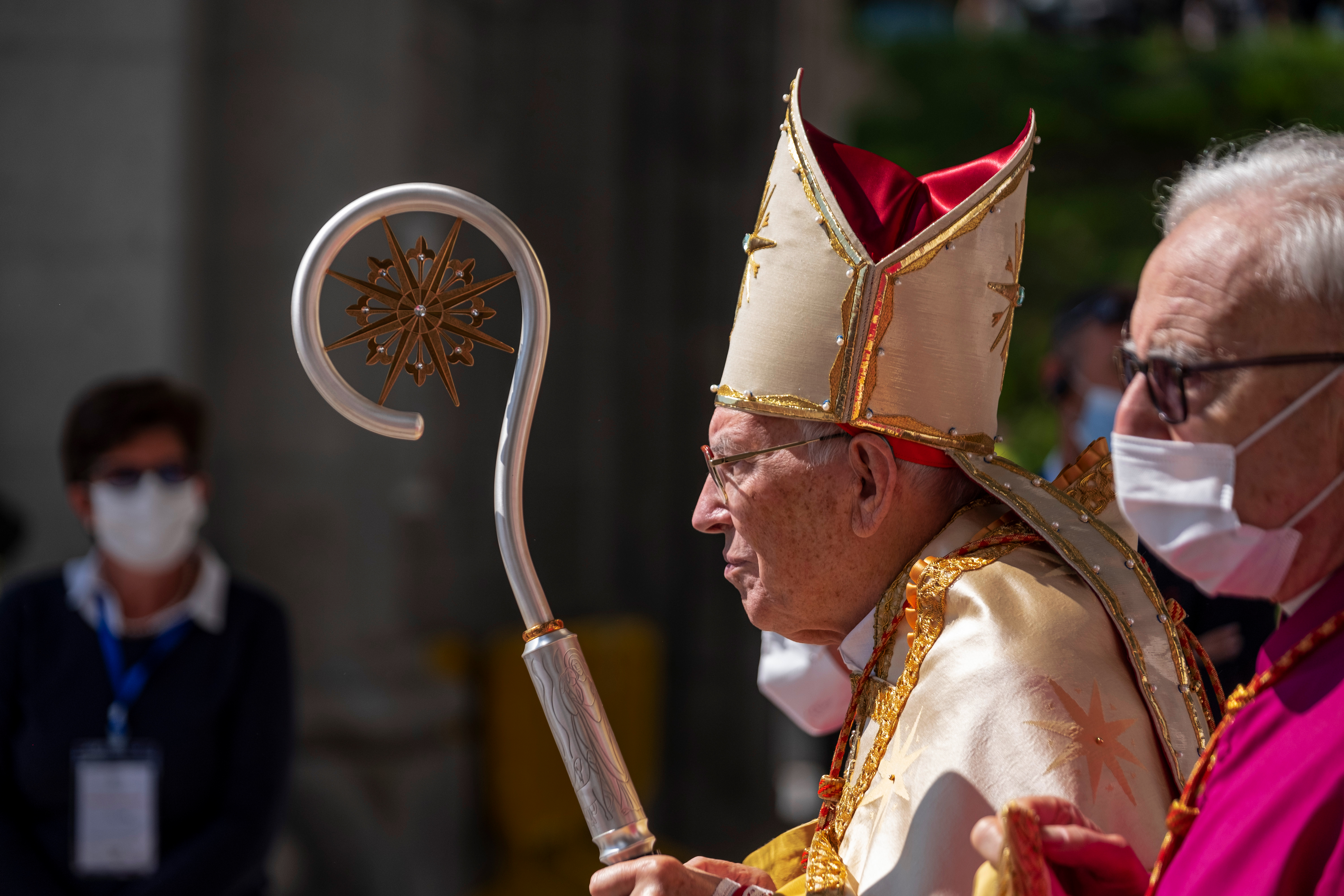
Il cardinale Re durante la V Centenaria Incoronazione al Santuario di Oropa

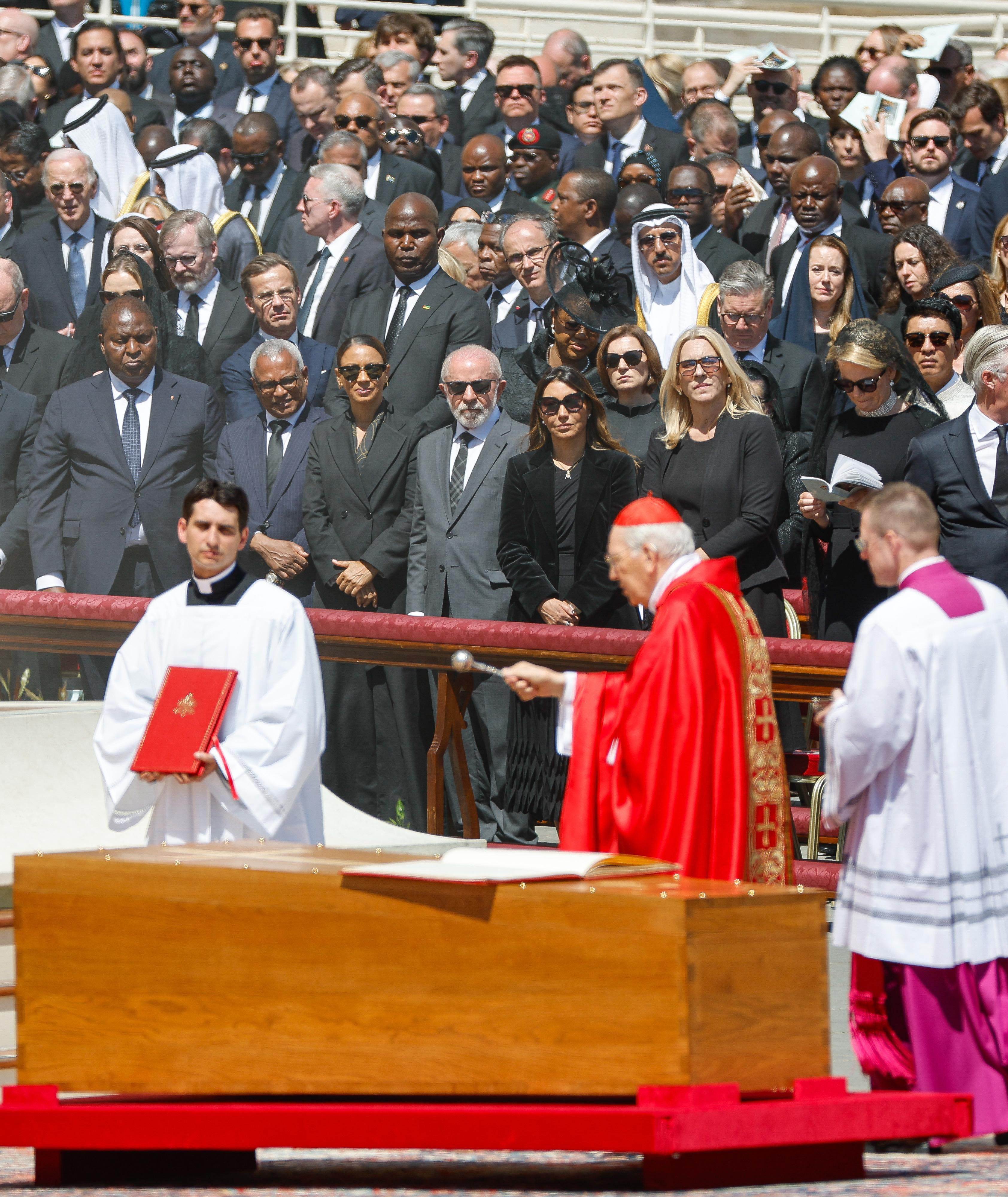
Il cardinale Re officia i funerali di papa Francesco

Il 9 ottobre 1987 papa Giovanni Paolo II lo nomina arcivescovo titolare di Vescovio e segretario della Congregazione per i vescovi. Il 7 novembre dello stesso anno riceve l'ordinazione episcopale, nella basilica di San Pietro in Vaticano, per l'imposizione delle mani dello stesso pontefice, co-consacranti Eduardo Martínez Somalo, allora arcivescovo titolare di Tagora, e Bruno Foresti, allora arcivescovo, titolo personale, di Brescia.
Dal 12 dicembre 1989 al 16 settembre 2000 è sostituto per gli affari generali della Segreteria di Stato della Santa Sede.
Il 16 settembre 2000 è nominato prefetto della Congregazione per i vescovi e presidente della Pontificia commissione per l'America Latina.
Nel concistoro del 21 febbraio 2001 papa Giovanni Paolo II lo crea e pubblica cardinale presbitero con il titolo cardinalizio dei Santi XII Apostoli. Prende possesso del titolo il 18 marzo dello stesso anno. Il 1º ottobre 2002 il pontefice polacco lo promuove cardinale vescovo della sede suburbicaria di Sabina-Poggio Mirteto, della quale prende possesso il 22 dicembre 2002.
Con la morte di papa Giovanni Paolo II, il 2 aprile 2005, decade automaticamente dai suoi incarichi, ma già il 21 aprile 2005 papa Benedetto XVI lo conferma in entrambi gli incarichi. Accoglie altresì la sua rinuncia agli incarichi il 30 giugno 2010, nominando il cardinale Marc Ouellet quale successore.
Nel 2010 Mehmet Ali Ağca, famoso alle cronache per essere stato l'esecutore dell'attentato a Giovanni Paolo II, durante un colloquio avuto con Pietro Orlandi fa il nome del porporato, ritenendolo informato sui fatti riguardo alla misteriosa sparizione di Emanuela Orlandi, sorella dello stesso Pietro, avvenuta nel 1983. Un anno dopo la registrazione del colloquio venne pubblicata dalla trasmissione Chi l'ha visto? che censura il nome del cardinale. Durante la trasmissione Pietro Orlandi comunica di aver parlato con lo stesso cardinale Re, che smentisce le parole dell'attentatore di papa Giovanni Paolo II.
Durante il conclave del 2013, in qualità di cardinale elettore primo per ordine e anzianità, svolge i compiti spettanti di norma al decano del collegio cardinalizio poiché sia il decano sia il vicedecano, rispettivamente i cardinali Angelo Sodano e Roger Etchegaray, non sono elettori, avendo superato entrambi gli 80 anni di età.
Il 30 gennaio 2014 compie 80 anni ed esce dal novero dei cardinali elettori.
Il 10 giugno 2017 papa Francesco approva la sua elezione a sottodecano del collegio cardinalizio.
Il 17 agosto 2017 è nominato inviato speciale alle celebrazioni del III centenario del ritrovamento della statua di Nostra Signora di Aparecida, in Brasile.
Il 18 gennaio 2020 papa Francesco approva la sua elezione a decano del collegio cardinalizio e assume contestualmente il titolo di cardinale vescovo di Ostia, in quanto proprio di questo incarico. Il 29 giugno 2020, solennità dei santi Pietro e Paolo, dopo il giuramento riceve da papa Francesco il pallio, come era avvenuto per i predecessori. Il 15 novembre 2020 prende ufficialmente possesso del nuovo titolo nella basilica di Sant'Aurea di Ostia Antica.
Il 26 giugno 2021 è nominato legato pontificio per la V centenaria incoronazione della Madonna di Oropa.
Il 5 gennaio 2023 celebra l'eucaristia durante le solenni esequie del papa emerito Benedetto XVI, presiedute da papa Francesco.
Il 7 gennaio 2025 papa Francesco lo riconferma nell'incarico di decano del Collegio cardinalizio.
Il 26 aprile 2025 presiede, in piazza San Pietro in Vaticano, il solenne rito delle esequie di papa Francesco; il 7 maggio 2025 celebra, nella basilica di San Pietro in Vaticano, la Missa pro eligendo Romano Pontifice per l'inizio del conclave del 2025.

## Genealogia episcopale e successione apostolica
La genealogia episcopale è:
- Cardinale Scipione Rebiba
- Cardinale Giulio Antonio Santori
- Cardinale Girolamo Bernerio, O.P.
- Arcivescovo Galeazzo Sanvitale
- Cardinale Ludovico Ludovisi
- Cardinale Luigi Caetani
- Cardinale Ulderico Carpegna
- Cardinale Paluzzo Paluzzi Altieri degli Albertoni
- Papa Benedetto XIII
- Papa Benedetto XIV
- Papa Clemente XIII
- Cardinale Enrico Benedetto Stuart
- Papa Leone XII
- Cardinale Chiarissimo Falconieri Mellini
- Cardinale Camillo Di Pietro
- Cardinale Mieczysław Halka Ledóchowski
- Cardinale Jan Maurycy Paweł Puzyna de Kosielsko
- Arcivescovo Józef Bilczewski
- Arcivescovo Bolesław Twardowski
- Arcivescovo Eugeniusz Baziak
- Papa Giovanni Paolo II
- Cardinale Giovanni Battista Re

La successione apostolica è:
- Arcivescovo Francescantonio Nolè, O.F.M.Conv. (2000)
- Arcivescovo Carlo Ghidelli (2001)
- Arcivescovo Fabio Bernardo D'Onorio, O.S.B. (2004)
- Arcivescovo Michele Castoro (2005)
- Vescovo Víctor Manuel Ochoa Cadavid (2006)
- Vescovo Gianfranco De Luca (2006)
- Vescovo Arturo Aiello (2006)
- Vescovo Armando Martín Gutiérrez, F.A.M. (2007)
- Arcivescovo Salvatore Visco (2007)

## Araldica
| Stemma | Blasonatura |
| ------ | --- |
|        | Partito: nel primo d'oro, al leone d'azzurro, armato e lampassato di rosso, sostenuto da un monte di tre cime all'italiana d'argento; nel secondo d'azzurro, al chrismon sormontato in capo da una stella di sette raggi, il tutto d'oro. Timbrato da cappello di cardinale, con 15 nappe per parte, il tutto di colore rosso porpora. Nel cartiglio inferiore d'oro, scritto in nero, il motto "Virtus ex Alto". |